# Мешков, Фёдор Степанович
Фёдор Степа́нович Мешко́в (15 февраля 1915 года, с. Средний Карачан Новохопёрского уезда Воронежской губернии Российской империи (ныне — Грибановского района Воронежской области, — 21 мая 1987 года, г. Москва, РСФСР, СССР) — советский партийный и государственный деятель. Член ВКП(б)/КПСС с 1939 года; первый секретарь Орловского обкома КПСС (1970—85 гг.); член ЦК КПСС (1976—86 гг.; кандидат в 1971—76 гг.). Председатель Орловского облисполкома (1965—70 гг.). Депутат Совета Союза Верховного Совета СССР (1970—89 гг.) от Орловской области.

Захоронение Мешковых. Троицкое кладбище.

## Биография
Родился 2 (15) февраля 1915 года в селе Средний Карачан Верхне-Карачанского района Воронежской области (губернии) в семье крестьянина. Русский. Окончил Новохопёрскую Н.С.Ш. в 1930 г., затем Борисоглебский техникум механизации сельского хозяйства в 1933 году. В 1954—1957 годах был слушателем Высшей партийной школы при ЦК КПСС.
Член партии с 1939 года.
Июль 1933- май 1934 — механик-контролёр (Курская область)
Май 1934 - август 1934 - специалист по сельскохозяйственным машинам Воронежского областного земельного отдела
Август 1934 - август 1943 — заведующий учебной частью, директор Задонской школы механизации сельского хозяйства (Орловская область)
1943—1948 — на советской, партийной работе
Январь 1945 - август 1948 - Первый секретарь Шаблыкинского райкома ВКП(б)
Сентябрь 1948 - май 1949 - слушатель Орловской областной партийной школы
1949—1954 — начальник, 1-й заместитель начальника Орловского областного управления сельского хозяйства
1957—1958 — начальник Орловского областного управления сельского хозяйства
1958-12.1962 — 2-й секретарь Орловского областного комитета КПСС
27.12.1962-15.12.1964 — 2-й секретарь Орловского сельского областного комитета КПСС
15.12.1964-25.10.1965 — секретарь Орловского областного комитета КПСС
25.10.1965-10.7.1970 — председатель Исполнительного комитета Орловского областного Совета
10.4.1970-22.6.1985 — первый секретарь Орловского областного комитета КПСС
9.4.1971-24.2.1976 — кандидат в члены ЦК КПСС
5.3.1976-25.2.1986 — член ЦК КПСС
С 6.1985 — персональный пенсионер союзного значения, г. Москва.
Скончался 21 мая 1987 года в городе Москве. Похоронен в Орле на Троицком кладбище.

## Награды
Награждён орденами:
Отечественной войны II степени (1944)
Красной Звезды (1945)
Трудового Красного Знамени (1966)
Двумя орденами Ленина (1971, 1985)
Октябрьской Революции (1973)
Медалями:
"За победу над Германией в Великой Отечественной войне 1941-1945 г.г." (1945)
"За доблестный труд в Великой Отечественной войне 1941-1945 г.г." (1945)
"За трудовую доблесть" (1959)
"Ветеран труда" (1985)
Юбилейными медалями:
"Двадцать лет победы в Великой Отечественной войне 1941-1945 г.г." (1965)
"За доблестный труд. В ознаменование 100-летия со дня рождения Владимира Ильича Ленина" (1970)
"Сорок лет Победы в Великой Отечественной войне 1941-1945 г.г." (1985)